# Associação Portuguesa de Desportos
Associação Portuguesa de Desportos, vanligen enbart kallad Portuguesa eller Lusa, är en fotbollsklubb från São Paulo i delstaten São Paulo i Brasilien, grundad den 14 augusti 1920. Klubben har vunnit distriktsmästerskapet för delstaten São Paulo, Campeonato Paulista, vid tre tillfällen (per 2011). Klubben spelar på Estádio do Canindé, som byggdes 1956, och skulle kunna ta 27 500 vid fullsatt, men enligt säkerhetsregler från FIFA får arenan enbart ta 25 470 åskådare.

## Historia
Klubben tillkom efter en sammanslagning av fem klubbar från São Paulo som representerade den portugisiska kulturen och bildade en enad klubb. De valde Portugals flaggas färger, grönt och rött. Klubben lyckades efter en vinst den 22 oktober 2011 kvalificera sig för Campeonato Brasileiro Série A med ett flertal omgångar kvar, och lyckades säkra segern i Série B efter en oavgjord match den 8 november 2011.

## Kända spelare
Se också Spelare i Portuguesa
- Djalma Santos
- Mirandinha
- Vavá
- Zé Roberto